# Marián Čišovský
Marián Čišovský (ur. 2 listopada 1979 w Humenné, zm. 28 czerwca 2020 w Bratysławie) – słowacki piłkarz, występujący na pozycji obrońcy. Karierę sportową zakończył w 2014, cierpiał na stwardnienie zanikowe boczne.

## Kariera

### Kariera klubowa
Rozpoczął karierę profesjonalną w roku 1996 w klubie z jego rodzinnego miasta, 1. HFC Humenné. Spędził tam trzy sezony grając 52 mecze i zdobywając dwie bramki. W 1999 roku, Čišovský przeniósł się do Interu Bratysława, gdzie grał do roku 2004, strzelając w tym czasie 5 bramek w 115 meczach. Podczas gry w Interze Bratysława zdobył dwukrotnie mistrzostwo Słowacji (1999/2000, 2000/2001) oraz dwa Puchary Słowacji (2000, 2001).
W roku 2004 dołączył do klubu MŠK Žilina z Bratysławy. W sezonie 2004/2005 zagrał 35 mecze, strzelił 9 goli i zdobył wicemistrzostwo Słowacji. W następnym sezonie rozegrał 19 meczów, strzelając w nich 3 bramki. Jesienią 2006 roku przeniósł się do klubu FC Artmedia Bratysława. W sezonie 2006/2007 zagrał 14 meczów, zdobywając jednego gola i zdobył kolejne w swojej karierze wicemistrzostwo Słowacji. W następnym sezonie Čišovský strzelił 6 bramek w 27 meczach, a jego klub powtórzył osiągnięcie z ubiegłego roku i ponownie zajął drugie miejsce w lidze. Sezon 2007/2008 był dla niego najbardziej udany, jego zespół wygrał ligę i Puchar Słowacji, a Čišovský zdobył 6 goli w 27 meczach.
W sezonie 2008/2009 zdobył dwie bramki w rundzie eliminacyjnej Ligi Mistrzów, a następnie przeniósł się do rumuńskiego klubu FC Timiszoara, podpisując kontrakt na 3 lata. W nowym klubie zadebiutował 13 września 2008 w meczu przeciwko Universitatea Craiova, jego klub wygrał 3-1. Niedługo po debiucie w klubie Čišovský złapał kontuzję, która wyłączyła go z gry na 7 miesięcy. W sezonie 2008/2009 zdobył wicemistrzostwo Rumunii oraz doszedł do finału Pucharu Rumunii, w którym jego zespół przegrał 0-3 z CFR Cluj. W finale zagrał cały mecz, dostał żółtą kartkę w 76 minucie.

### Kariera w reprezentacji
Čišovský był w składzie reprezentacji Słowacji U-23 na igrzyskach olimpijskich 2000. Zagrał na tym turnieju dwa mecze, zdobył bramkę samobójczą w meczu przeciwko Brazylii, który reprezentacja Słowacji przegrała 1-3.
W składzie dorosłej reprezentacji Słowacji zadebiutował w 2002 roku. Zagrał 15 meczów, nie zdobywając żadnej bramki.

## Osiągnięcia

### Klubowe
Inter Bratysława
Mistrz Słowacji:
- 1999/2000, 2000/2001

Trzecie miejsce w lidze:
- 2001/2002

Puchar Słowacji:
- 1999/2000, 2000/2001

 MŠK Žilina
Wicemistrz Słowacji:
- 2004/2005

 Artmedia
Mistrz Słowacji:
- 2007/2008

Wicemistrz Słowacji:
- 2005/2006, 2006/2007

Puchar Słowacji:
- 2007/2008

 Timișoara
Wicemistrz Rumunii:
- 2008/2009

Finalista Pucharu Rumunii:
- 2008/2009